# Luigi Gagnotto
Luigi Gagnotto (Torino, 15 giugno 1889 – Roma, 12 novembre 1958) è stato un generale e aviatore italiano, specialista del Corpo del genio navale  che durante la seconda guerra mondiale fu tra i progettisti delle conversione di due navi passeggeri gemelle, Roma e Augustus, nelle portaerei Aquila e Sparviero, non entrate in servizio a causa delle vicende belliche.

## Biografia
Nacque a Torino il 15 giugno 1889.  Conseguì la laurea in ingegneria industriale meccanica presso il Politecnico di Torino nel 1912, e in quell'anno vinse un concorso indetto dalla Regia Marina ricevendo il grado di tenente del Genio Navale. Tra il 1913 e il 1914 seguì un corso di perfezionamento presso la Scuola superiore navale di Genova, prestando poi servizio per brevi periodi alla Direzione delle costruzioni navali di La Spezia e di Taranto. Nel maggio 1915 frequentò un corso per pilota militare di idrovolanti a Taranto, ottenendo il relativo brevetto. Per alcuni mesi fu imbarcato a bordo della nave appoggio idrovolanti Europa. Trasferito a Venezia, tra il 1915 e il 1918 prestò servizio come capitano presso la Direzione della costruzione navali,  successivamente al Ministero della Marina a Roma, e fino al maggio 1919 alla Direzione sperimentale di aviazione navale. Svolse vari incarichi alla Direzione dell'arsenale di La Spezia fino al 1923. L'anno prima aveva conseguito il brevetto di specializzazione tecnico-scientifica per il servizio in aeronautica. Prestò poi servizio presso l'Istituto superiore di aeronautica di Roma, e nel 1924, con il grado di maggiore, fu trasferito alla Direzione delle costruzioni navali di La Spezia rimanendovi sino al 1928. Promosso tenente colonnello, tra il 1930 e il 1931 prestò servizio a bordo della nave appoggio idrovolanti Achille Pacinotti. Tra il 1928 e il 1935 svolse vari incarichi a La Spezia e Taranto, ricoprendo anche l'incarico di vicedirettore delle costruzioni navali e meccaniche. Tra il 1935 e il 1938 fu in servizio all'Ufficio tecnico del genio navale di Genova, venendo promosso colonnello. Nel 1936 elaborò il progetto di una portaerei a due ponti sovrapposti, uno, quello inferiore, da utilizzarsi per il decollo degli aerei, l'altro, quello superiore, da utilizzarsi per gli appontaggi,  che non ebbe seguito per ragioni politiche. Mise a punto una catapulta per il lancio di aerei imbarcati denominata "Catapulta L. Gagnotto-Bargiacchi" da utilizzare a bordo della navi da battaglia Classe Littorio. La catapulta, posta sul piano diametrale di simmetria, era lunga 21 m con binario e carrello, posta a poppa, brandeggiabile elettricamente, e in grado di lanciare a nave ferma un aereo alla velocità massima di 36 m/sec. In caso di necessità poteva essere brandeggiata a mano. Fu in servizio alla Direzione generale delle costruzioni navali e meccaniche (1937), poi fu direttore dello stabilimento di lavoro e corderia del cantiere navale militare di Castellammare di Stabia, e nel 1939 divenne membro della Commissione esaminatrice dei progetti utili al ramo aeronautico delle Regia Marina. Posto a disposizione della Commissione generale delle realizzazioni di guerra, nell'agosto 1940, in piena seconda guerra mondiale, fu assegnato alla Direzione delle costruzioni navali di Roma dove rimase fino all'armistizio dell'8 settembre 1943. Tra il 1943 e il 1945 rimase in territorio occupato dai tedeschi, non entrando in servizio nella Repubblica Sociale Italiana. Il 9 maggio 1945 riprese servizio alla Direzione generale delle costruzioni navali di Roma, assegnato al coordinamento lavori naviglio e recuperi. Fu poi nuovamente assegnato alla Commissione esaminatrice dei progetti utili al ramo aeronautico delle Marina Militare. Nel 1949 fu assegnato al Comitato studi e progetti e nel luglio dello stesso anno venne posto in posizione ausiliaria, venendo promosso tenente generale nel 1955. Si spense a Roma il 12 novembre 1958.